# Station Kaczanowo
Station Kaczanowo was een spoorwegstation in de Poolse plaats Kaczanowo. Het station werd in 1976 gesloten. 